# Microtus elbeyli
Microtus elbeyli és una espècie de mamífer rosegador de la família dels cricètids. És endèmic del sud-est de Turquia. Té una llargada de cap a gropa de 120-150 mm, la cua de 20-33 mm, els peus de 13-20 mm i les orelles d'11-14 mm. L'espècie fou anomenada en honor de la localitat d'Elbeyli, situada prop del lloc on se'n trobà la majoria d'espècimens. Com que fou descoberta fa poc, l'estat de conservació d'aquesta espècie encara no ha estat avaluat formalment.